# Flecha Valona 1982
La Flecha Valona 1982 se disputó el 15 de abril de 1982, y supuso la edición número 46 de la carrera. El ganador fue el italiano Mario Beccia. El también noruego Jostein Wilmann y el belga Paul Haghedooren fueron segundo y tercero respectivamente.

## Clasificación final
| Pos. | Ciclista         | Equipo                      | Tiempo   |
| ---- | ---------------- | --------------------------- | -------- |
| 1    | Mario Beccia     | Hoonved-Bottecchia          | 6h42'00" |
| 2    | Jostein Wilmann  | Capri Sonne-Eddy Merckx     | a 1"     |
| 3    | Paul Haghedooren | Capri Sonne-Eddy Merckx     | a 14"    |
| 4    | Ad Wijnands      | TI-Raleigh-Campagnolo       | m.t.     |
| 5    | Hennie Kuiper    | Daf Trucks-Teve Blad-Rossin | m.t.     |
| 6    | Hans Langerijs   | B&S-Elro-Concorde           | a 20"    |
| 7    | Giuseppe Saronni | Del Tongo-Colnago           | a 27"    |
| 8    | Sean Kelly       | Sem-France Loire-Campagnolo | m.t.     |
| 9    | Phil Anderson    | Peugeot-Shell-Michelin      | m.t.     |
| 10   | Fons De Wolf     | Vermeer-Thijs-Gios          | m.t.     |